# Cyperus hilairenus
Cyperus hilairenus är en halvgräsart som beskrevs av Ernst Gottlieb von Steudel. Cyperus hilairenus ingår i släktet papyrusar, och familjen halvgräs. Inga underarter finns listade i Catalogue of Life.